# کامزامال‌آباد (فرخار)
کامزامال‌آباد جماعت و شهرکی در جنوب‌غربی کشور تاجیکستان است که در ناحیهٔ فرخار ولایت ختلان قرار دارد. جمعیت این جماعت ۱۰٬۳۵۸ است.